# Brezenská kotlina
Breznianska kotlina je geomorfologický podcelek Horehronského podolia. Velkou část jejího území zabírá město Brezno.

## Vymezení
Výrazná kotlina je zejména ze severu a z jihu obklopena horskými pásmy, východním i západním směrem pokračuje údolí Hronu. Ze tří stran ji obklopují podcelky Horehronského podolia, konkrétně na západě Lopejská kotlina, na severu Bystrianské podhorie a na severovýchodě Heľpianske podolie. Východním směrem vystupuje Fabova hoľa a jižně Balocké vrchy, oba podcelky Veporských vrchů.

## Doprava
Územím vedou hlavní komunikace Horehroní ; z Banské Bystrice na Poprad vede východním směrem silnice I/66, jihovýchodně do Tisovce směřuje silnice I/72 a severo-jižním směrem kotlinu křižuje silnice II/529 z Mýta pod Ďumbierom do Hriňové. Z Banské Bystrice vede východním směrem železniční trať do Margecan, v Brezně začíná i trať do Rimavské Soboty.

## Turismus
Město Brezno je přirozeným centrem turistiky v regionu Horehroní a tvoří vstupní bránu do jižní části Nízkých Tater a okolních pohoří. Jedinečnou je ozubnicová železniční trať do Tisovce.